# Neoathyreus androsensis
Neoathyreus androsensis är en skalbaggsart som beskrevs av Henry Fuller Howden 1996. Neoathyreus androsensis ingår i släktet Neoathyreus och familjen Bolboceratidae. Inga underarter finns listade i Catalogue of Life.